# Институт геральдики Армии США
Институт геральдики (англ. The Institute of Heraldry, сокращённое наименование — англ. TIOH, IOH) — исследовательская и проектная организация, входящая в структуру Армии США, основной задачей которой является геральдическое обеспечение Вооружённых сил США, а также иных американских правительственных организаций. Институт ведёт исследовательскую работу в области геральдики, обеспечивает разработку образцов символики, стандартизацию и контроль качества геральдической продукции.
Институт геральдики располагается в Форте Белвар, округ Фэрфакс, штат Виргиния. Во главе института — гражданский директор, сотрудники организации также являются гражданскими служащими Вооружённых сил.
Институт основан в 1960 г. и является преемником ряда ранее существовавших организаций Армии США, занимавшихся вопросами символики и эмблематики.

## История
Различные геральдические элементы использовались в вооружённых силах США начиная с XVIII века: создавались и использовались наградные знаки, эмблемы подразделений, знаки отличия. Однако эта практика преимущественно имела характер локальных инициатив, а вопросы символики и эмблематики практически не регулировались официально. Во многом это было связано с тем, что геральдика рассматривалась как явление сословного общества, чуждое обществу демократическому.
Ситуация стала меняться к концу Первой мировой войны. 17 июня 1918 г. президент Вудро Вильсон направил в адрес военного министра Ньютона Бейкера письмо, в котором говорилось, что внешний вид военных наград должен контролироваться и утверждаться авторитетной художественной комиссией. Конечным результатом переписки явилось создание Управления геральдических программ (англ. Heraldic Program Office), которое входило в состав Генерального штаба военного министерства (англ. War Department General Staff). В функции нового управления входила координация работ по созданию эмблем, наград и знаков отличия Армии США, а также утверждение образцов армейской символики и  эмблематики. В 1921 г. ответственность за деятельность в области военной символики была возложена на генерала-квартирмейстера, начальника Квартирмейстерского корпуса Армии США. Таким образом, геральдическая служба создавалась как структура Армии и действовала преимущественно в интересах Армии.
В 1949 г. распоряжением Совета военного снабжения (англ. Munitions Board) зона ответственности геральдической службы Армии была расширена: служба стала отвечать за разработку символики для всех видов Вооруженных сил США. Актом Конгресса США Pub. L. 85-263 от 2 сентября 1957 г. было установлено, что государственный секретарь Армии является ответственным за геральдическое обеспечение Вооружённых сил США а также иных министерств и ведомств Соединённых Штатов Америки.
10 августа 1960 г. приказом по Армии был создан Институт геральдики, находившийся в прямом подчинении командующего Квартирмейстерским корпусом. С этой даты ведётся счёт времени существования института и в 2010 году отмечался пятидесятилетний юбилей организации. В 1962 г., в ходе административных изменений в Армии институт был передан в подчинение начальника Генерал-адъютантской службы, а в октябре 2004 г. он был подчиненён помощнику государственного секретаря Армии США.
Сотрудниками Института геральдики было разработано множество образцов символики, среди которых можно упомянуть флаг Американского Самоа, эмблему Федерального управления гражданской авиации США, военные и гражданские медали (включая военно-воздушный вариант Медали почёта и Президентскую медаль Свободы), множество эмблем воинских подразделений.

## Структура и направления деятельности
...Сведения о предшественниках организации, в интересах которой ведётся работа, о её истории, задачах, принадлежности — всё это находится в зоне нашего внимания при разработке символики. Мы стараемся собрать как можно больше информации о заказчике (подразделении вооружённых сил или федеральном агентстве): какой девиз, талисман или символ использует организация, какие цвета считаются цветами организации, обращаем внимание на то, какие графические решения заказчик разработал самостоятельно и использует в работе с персоналом. При разработке символики военных судов мы учитываем, к какому классу боевых кораблей относится данный корабль, каково происхождение его названия. Мы тщательно рассматриваем возможность использование того или символа, используя при этом нашу обширную библиотеку, интернет-ресурсы, сведения, представленные заказчиком. Если разрабатывается символика для недавно созданной организации, ещё не имеющей своей истории, то здесь вы увидите «искусство, подражающее жизни»: более современные абстрактные образы могут быть использованы для того, чтобы подчеркнуть уникальность и своеобразие воинского подразделения или государственного учреждения.
Институт геральдики входит в число служб Штаба Армии США (англ. US Army Headquarters services), территориально размещается в Форте Бивер, являющемся местом традиционного расположения многих учреждений Вооружённых сил.
Все сотрудники института являются гражданскими служащими Армии США, по состоянию на 2006 г. в штате Института геральдики числилось 24 человека. Во главе института — гражданский директор, в настоящее время (2010 г.) институтом руководит Чарльз В. Манго (англ. Charles V. Mungo), в прошлом — офицер Корпуса морской пехоты.
Основной задачей Института геральдики является геральдическое обеспечение Вооружённых сил США, а также иных американских правительственных организаций: органов исполнительной власти, федеральных агентств и т. п. Институт ведёт исследовательскую работу в области геральдики, обеспечивает разработку образцов символики, стандартизацию и контроль качества геральдической продукции, включающей в себя эмблемы организаций, награды, знаки отличия, разного рода нашивки, флаги.
Структурно Институт геральдики состоит из трёх отделов:
- службы геральдической поддержки (англ. Heraldic Services and Support Division);
- отдела геральдического дизайна (англ. Heraldic Design Division);
- производственно-технического отдела (англ. Technical and Production Division)[8].

Служба геральдической поддержки организационно обеспечивает проекты в области разботки и внедрения образцов символики и эмблематики, организует информационное обслуживание в области геральдики, в частности, отвечает на исходящие от частных лиц и организаций запросы, касающиеся геральдики, развивает специализированную библиотеку и веб-сайт.
Отдел геральдического дизайна разрабатывает концепции геральдических образцов и создаёт макеты изделий: эмблем, наград, знаков отличия. Художниками отдела используется как традиционная техника рисования, так и компьютерная графика. Помимо этого отдел является своеобразной студией каллиграфии: здесь изготавливаются сертификаты офицеров высшего командного состава, особого рода рукописные документы, содержащие приказ о присвоении звания и соответствующие поздравления. В течение года готовится 8—10 таких документов, причём только для офицеров Армии, прочие виды Вооружённых сил готовят офицерские сертификаты собственными силами.
В зоне ответственности производственно-технического находятся вопросы стандартизации в области символики и эмблематики, сертификации производителей геральдической продукции, также отдел решает вопросы внедрения конкретных изделий в производство.
Такая структура института позволяет реализовывать проекты создания символики организаций и подразделений различной сложности: разработку «с нуля», ведущуюся полностью Институтом геральдики во взаимодействии с заказчиком, разработку на основе эскизов заказчика или же содействие в производстве изделий, для которых уже имеются детально разработанные макеты.